# Ausstellung Japanische Malerei im westlichen Stil 1985

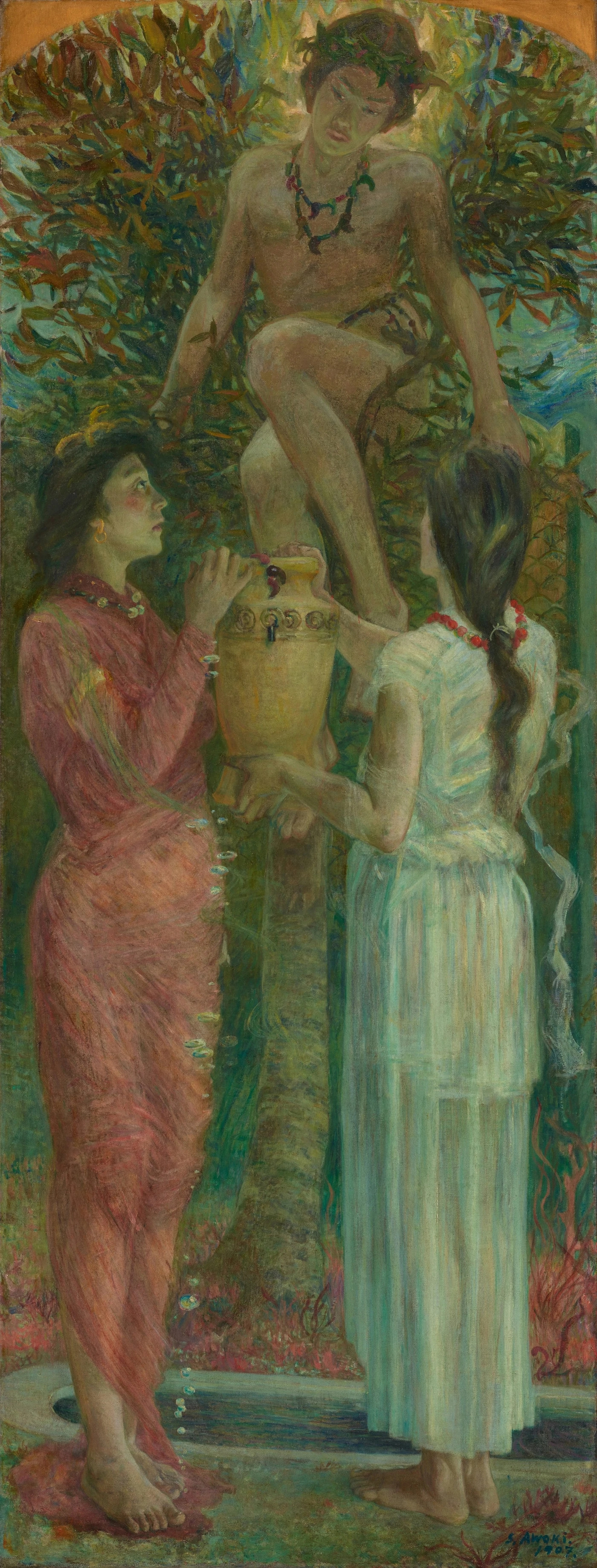
Aoki Shigeru

Die Ausstellung Japanische Malerei im westlichen Stil. 1985 fand vom 11. Juni 1985 bis 21. Juni 1985 im Museum für Ostasiatische Kunst in Köln statt, nachdem sie zuvor in Venedig gezeigt worden war. Es wurde 50 Künstler der Jahrgänge 1828 bis 1913 gezeigt.

## Organisation
Mitglieder des Organisationsausschusses waren 
- Abe Nobuo, Leiter der wissenschaftlichen Abteilung des Bridgestone Museums of Art,
- Asano Toru (浅野 徹; * 1937)  Leiter der wissenschaftlichen Abteilung des Nationalmuseums für moderne Kunst Kyōto,
- Iseki Masaaki, Direktor des Japanischen Kulturinstituts, Rom,
- Sakai Tadayasu, Leiter der wissenschaftlichen Abteilung des Museums für moderne Kunst der Präfektur Kanagawa (神奈川県立近代美術館),
- Takumi Hideo (匠 英夫; 1924–1994), Direktor des Museums für moderne Kunst der Präfektur Kanagawa,
- Tomiyama Hideo (* 1930), stv. Direktor des Nationalmuseums für moderne Kunst Tokio.und von der Japan Foundation
- Nakagawa Keiji, Direktor für Kulturaustausch,
- Shimizu Yōichi, Abteilungsleiter der Ausstellungsabteilung,
- Yaguchi Kunio, Mitarbeiter der Ausstellungsabteilung,
- Nanjō Fumio, Mitarbeiter der Ausstellungsabteilung.

Weitere Autoren waren
- Harada Hikaru, Mitarbeiter des Museums für moderne Kunst, Präfektur Kanagawa
- Yaguchi Kunio, Mitarbeiter der  Ausstellungsabteilung, Japan Foundation.

## Zur Ausstellung
Die Ausstellung kann als Gegenstück zur Ausstellung japanische Malerei im Jahr 1931 verstanden werden: ging es damals um die Maler im „japanischen Stil“ (Nihonga), waren in Köln japanische Maler im „westlichen Stil“ (Yōga) zu sehen. Die frühen Künstler blieben noch ganz im Stil der derzeitigen europäischen Kunst, die späteren lösten sich zunehmend davon und entwickelten ihren persönlichen Stil.
Der Katalog, der zur Ausstellung erschien, hat einen Umfang von 139 Seiten. Er wird von einem Vorwort von Roger Goepper eingeleitet und enthält ein Grußwort von Satō Shōji, dem damaligen Präsidenten der Japan Foundation. Den einleitenden Beitrag verfasste Takumi Hideo.

## Bilder in Köln

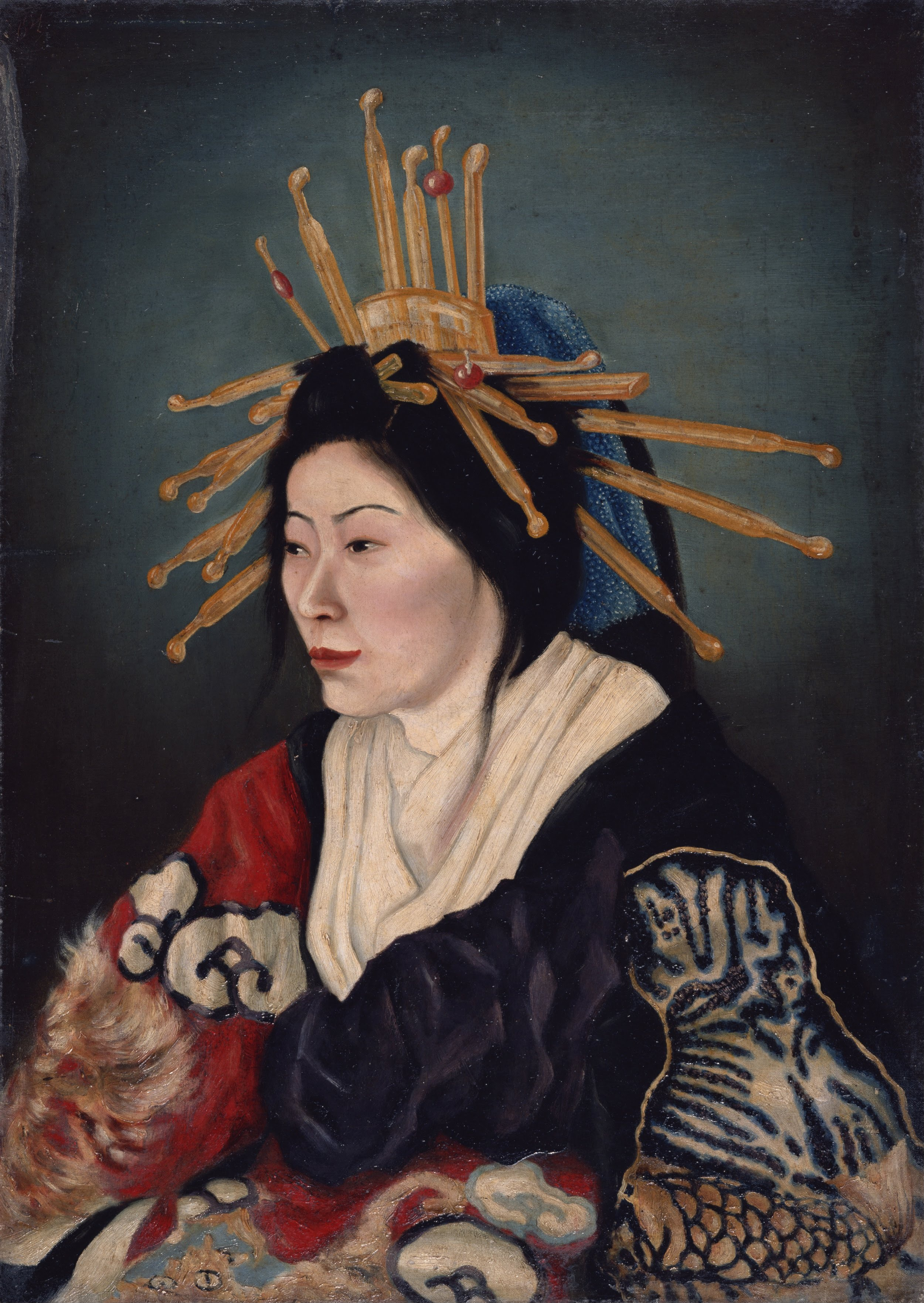
Takahashi
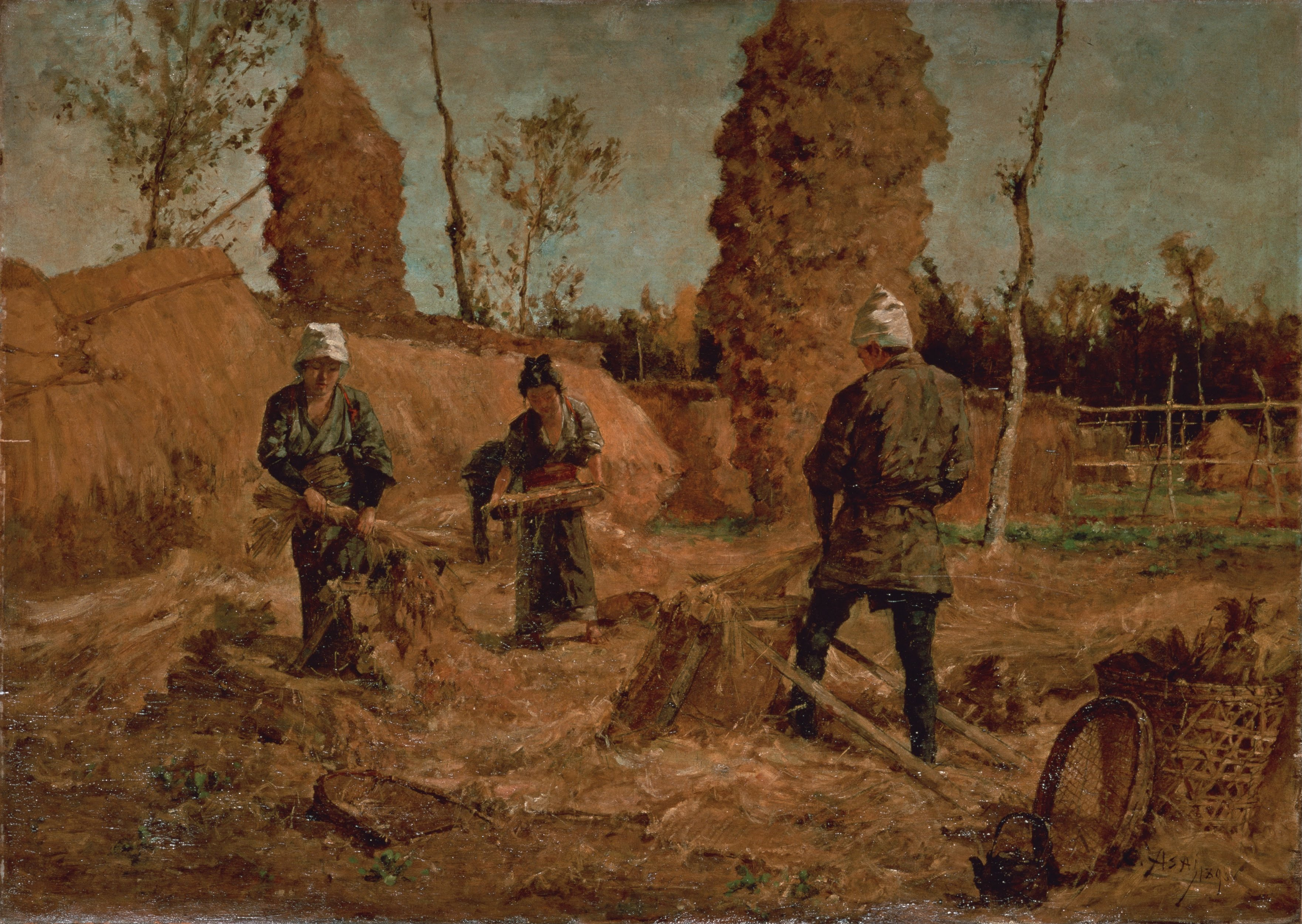
Asai
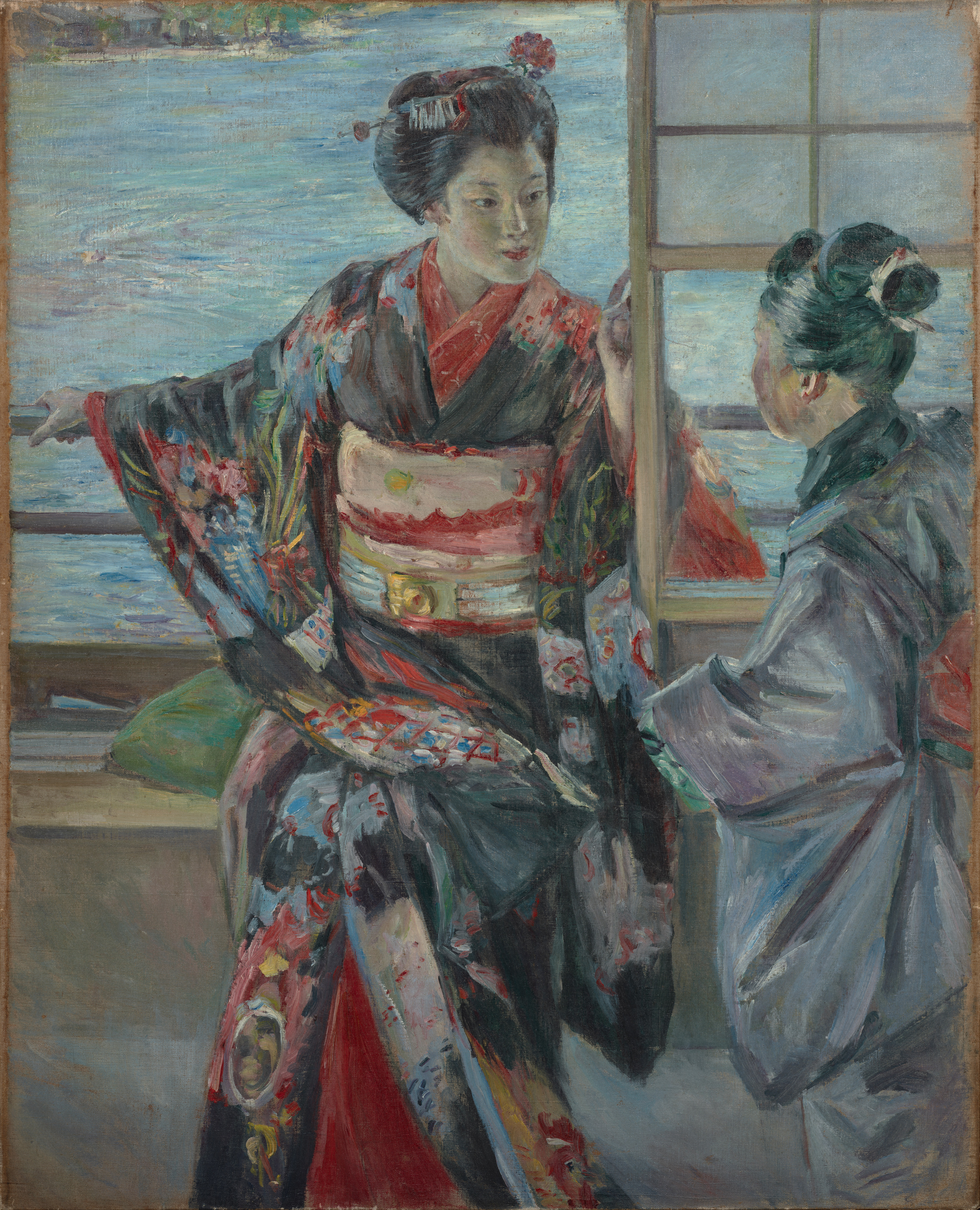
Kuroda
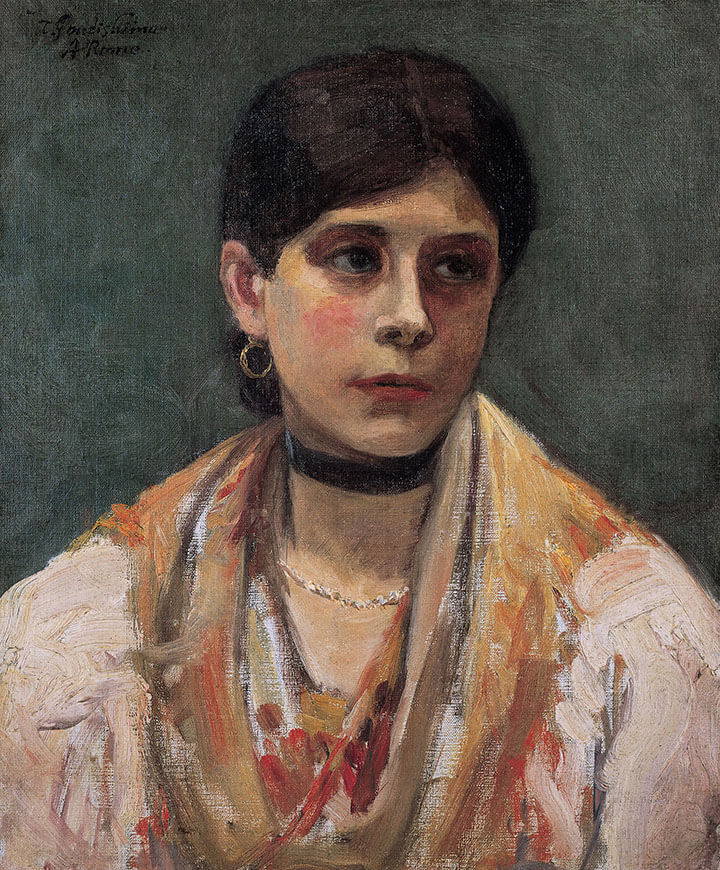
Fujishima
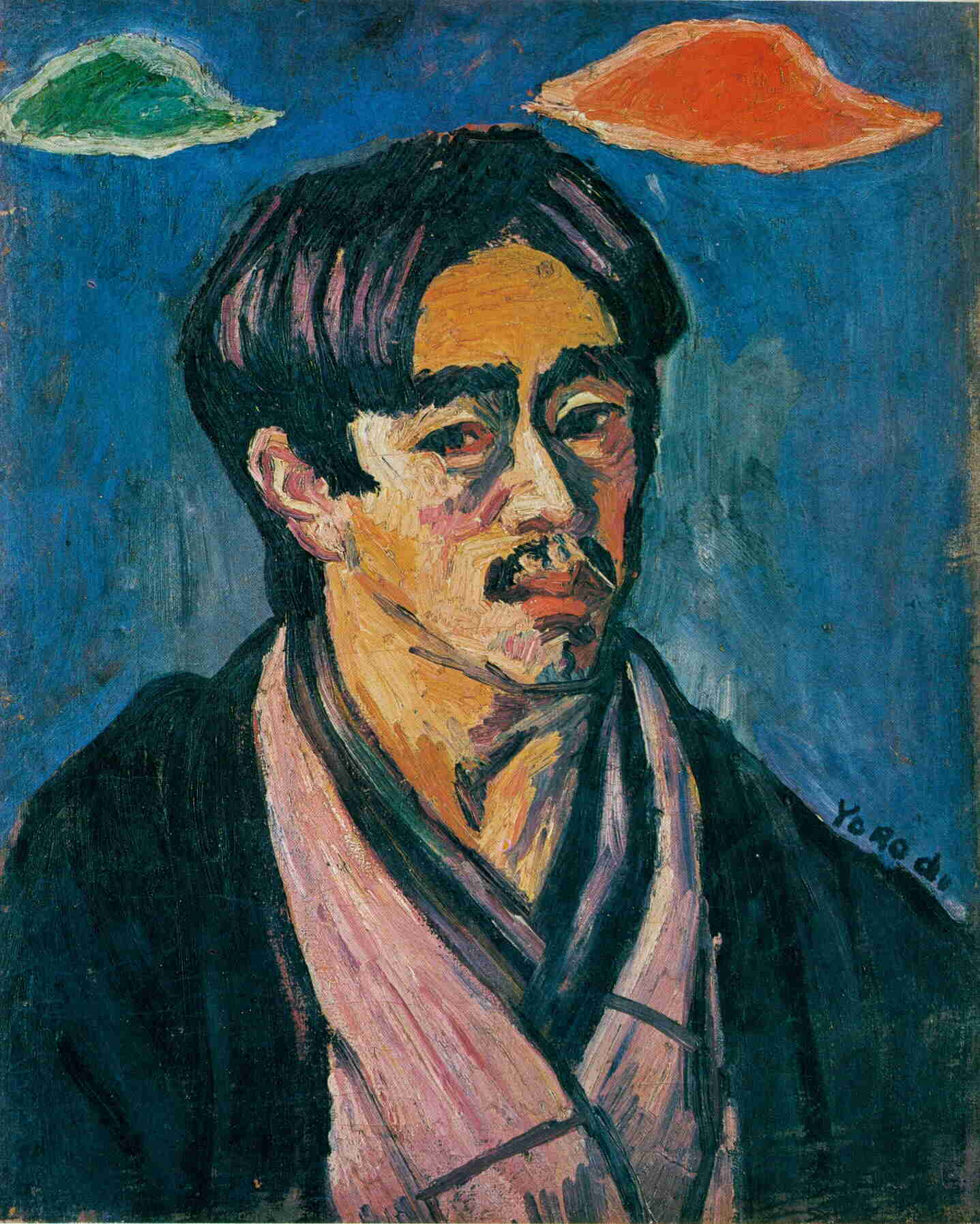
Yorozu
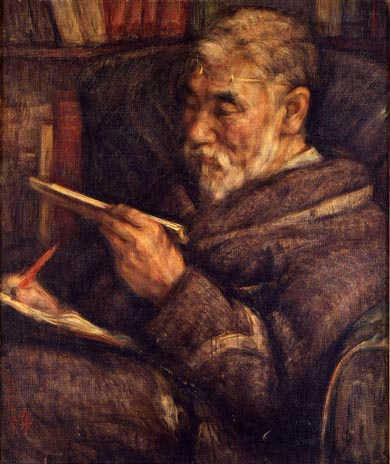
Nakamura
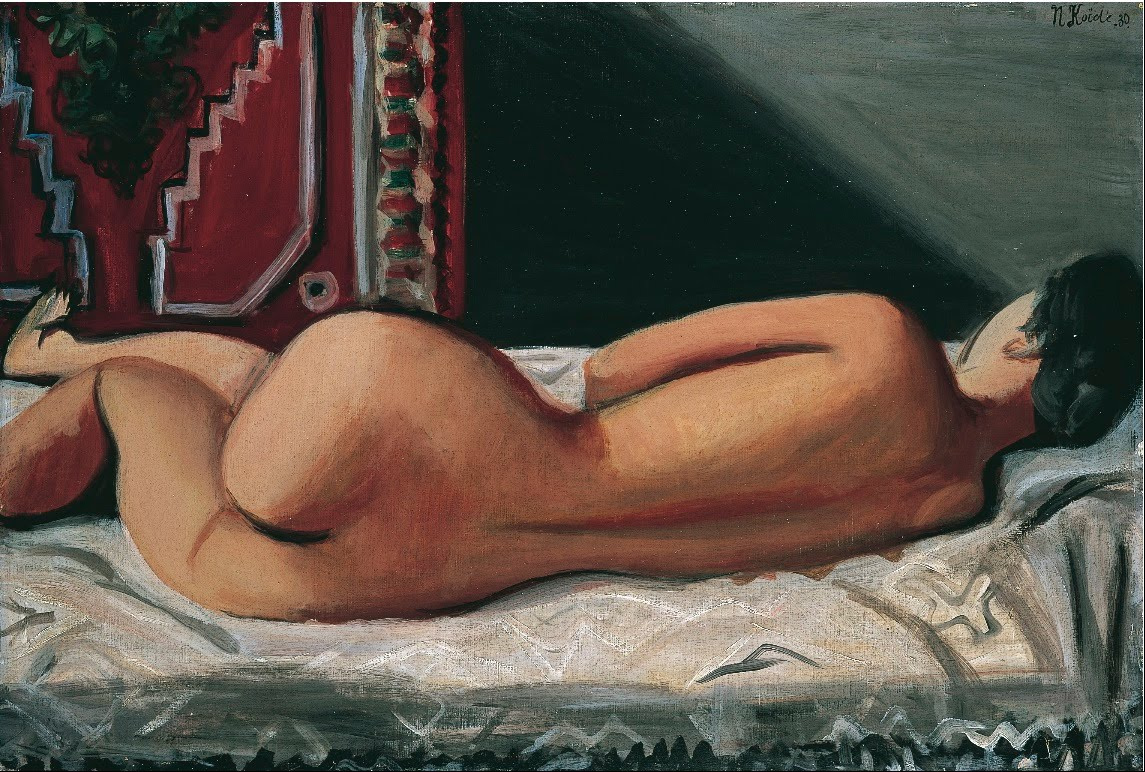
Koide

- Takahashi[2]
- Asai[3]
- Kuroda[4]
- Fujishima[5]
- Yorozu[6]
- Nakamura[7]
- Koide[8]

1. ↑  Palast unter dem Meer, 1907
2. ↑  „Oiran“, 1873 bis 1877 (Öl auf Leinenwand, 76,3×54,0 cm)
3. ↑  „Ernte“, 1890
4. ↑  „Maiko“, 1893 (Geisha-Lehrling)
5. ↑  „Ciociara“, 1908 bis 1909 (Ciociaria ist eine Landschaft in Mittelitalien östlich von Rom)
6. ↑  „Selbstbildnis“, 1912
7. ↑  „Dr. Tanakadate“, 1916 (Tanakadate Aikitsu war ein bekannter Geophysiker)
8. ↑  „Liegender Akt“, 1930

## Die ausgestellten Künstler
- Takahashi Yuichi (1828–1894): 4
- Hyakutake Kaneyuki (1842–1884): 1
- Kawamura Kiyoo (1852–1934): 1
- Goseda Yoshimatsu (1855–1915): 1
- Asai Chū (1856–1907): 3
- Matsuoka Hisashi (1862–1944): 1
- Harada Naojirō (1863–1899): 1
- Kuroda Seiki (1866–1924): 4
- Kume Keiichirō (1866–1934): 1
- Fujishima Takeji (1867–1943): 3
- Okada Saburōsuke (1869–1939): 1
- Yamashita Shintarō (1881–1966): 1
- Aoki Shigeru (1882–1911): 4
- Sakamoto Hanjirō (1882–1969): 3
- Kanayama Heizō (1883–1964): 1
- Yorozu Tetsugorō (1885–1927): 4
- Fujita Tsuguharu (1886–1968): 2
- Nakamura Tsune (1887–1924): 3
- Koide Narashige (1887–1931): 2
- Shimizu Toshi (1887–1945): 1
- Yasui Sōtarō (1888–1955): 3
- Umehara Ryūsaburō (1888–1986): 4
- Kuniyoshi Yasuo (1889–1953): 3
- Sakata Kazuo (1889–1956): 1
- Kishida Ryūsei (1891–1929): 3
- Suda Kunitarō (1891–1961): 1
- Kawaguchi Kigai (1892–1966): 1
- Ishigaki Eitarō (1893–1958): 1
- Kojima Zenzaburō (1893–1962): 1
- Koga Harue (1895–1933): 2
- Murayama Kaita (1896–1919): 2
- Maeda Kanji (1896–1930): 2
- Hayashi Takeshi (1896–1975): 1
- Tōgō Seiji (1897–1978): 2
- Oka Shikanosuke (1898–1978): 1
- Saeki Yūzō (1898–1928): 3
- Fukuzawa Ichirō (1898–1992): 1
- Sekine Shōji (1899–1919): 1
- Kitawaki Noboru (1901–1951): 1
- Chōkai Seiji (1902–1972): 1
- Migishi Kōtarō (1903–1934): 1
- Ebihara Kinosuke (1904–1970): 1
- Hasegawa Saburō (1906–1957): 1
- Ai Mitsu (1907–1946): 1
- Yamaguchi Kaoru (1907–1968): 1
- Tsuruoka Masao (1907–1979): 1
- Noda Hideo (1908–1939): 2
- Kazuki Yasuo (1911–1974): 1
- Matsumoto Shunsuke (1912–1948): 2
- Abe Nobuya (1913–1971): 1